# Ана тили (газета)
Ана тили (каз. Ана тілі) — еженедельная газета в Казахстане на казахском языке. Учредитель — Международное общество «Қазақ тілі» и коллектив еженедельника «Ана тілі». Первый номер вышел 22 марта 1990 года в Алма-Ате в качестве еженедельника по краеведению и языкознанию республиканского общества «Қазақ тілі». Объём — 16 страниц, формат A3. Первый главный редактор — Ж. Бейсембайулы. Выпускает также приложение для нефтяников «Алтын дария» (с 1998 года). Основная тема еженедельника — актуальные проблемы казахского языка, литературы и истории.

## Награды
- Благодарность Президента Республики Казахстан в области средств массовой информации (26 июня 2020 года) — за значительный вклад в развитие национальной прессы[1].